# Sylvain Rifflet
Pour les articles homonymes, voir Rifflet.
Sylvain Rifflet (né en 1976) est un musicien de jazz français (saxophone, clarinette, flûte), compositeur et compositeur de musique de film.

## Biographie
Sylvain Rifflet, né en 1976, est diplômé du Conservatoire National de Musique de Paris. En 2002, il reçoit le premier prix dans le domaine jazz au concours des diplômés du conservatoire.

### Collectifs et albums
Il a été membre des formations Mégaoctet d'Andy Emler, Le Sacre du Tympan de Fred Pallem, Le Gros Cube d'Alban Darche et cofondateur de la formation Rigolus, avec Thomas de Pourquery et Laurent Bardainne.
Avec la trompettiste Airelle Besson, il fonde le groupe Rockingchair, qui présente son premier album en 2007, puis en 2010 le second 1:1. Ces deux albums, dont les morceaux sont écrits par Airelle Besson et Sylvain Rifflet, sont marqués par la reconnaissance de la presse spécialisée française (Djanjo D'or, choc jazzman en 2007 et 2010, Libération,...).
Par la suite, Sylvain Rifflet enregistre Alphabet, avec Joce Mienniel (flûtiste), Benjamin Flament (percussionniste sur batterie de métaux), Phil Gordiani (guitariste), qui publie un album du même nom, en 2012, en autoproduction, mêlant jazz et sons rock et électro.
En 2016 il réalise l'album Mechanics, regroupant 12 instrumentistes, dont les musiciens du quartet Alphabet. Pour la pochette, il mobilise un dessin de l'artiste belge François Schuiten, issu du Guide des Cités, pour symboliser l'enchevêtrement des différents éléments qui composent sa musique,.
Ses albums suivants sont marqués par des projets artistiques divers.
En 2017 paraît un hommage à Stan Getz avec Re-focus (2017). L'album Troubadours, en 2019, avec B. Flamant, V. Pohjola et S. Marchetti, est bâti à partir de musiques médiévales profanes et des œuvres poétiques des troubadours. Sur cet album, Sylvain Rifflet utilise également un shruti box, afin de produire un son proche du bourdon, évocateur de sonorités médiévales. En 2020 il enregistre un disque manifeste, Rebellion(s), avec Jon Irabagon, Sébastien Boisseau et Jim Black, dans lequel chaque morceau évoque une figure historique de lutte contre le fascisme ou l'injustice, de Jean Moulin à Olympe de Gouges ou Greta Thunberg, avec des extraits de discours superposés à la musique (par exemple un hommage de Jean Moulin lu par André Malraux). En 2022 paraît l'album Aux Anges.

### Festivals, concerts et résidences
En 2010, il est artiste en résidence au Festival Jazz au fil de l'Oise, pour lequel il réalise le projet Beaux-Arts band. Il est en résidence au Conservatoire du Grand Besançon en 2014-2015, au Conservatoire de musique de Lorient en 2016, et en résidence de création au Théâtre de Cornouaille, scène nationale de Quimper.
Il joue dans divers festivals nationaux et internationaux : Jazz au fil de l'Oise (2010, 2011, 2017, 2019), Banlieues Bleues (2012, 2013, 2020), Jazz Campus en Clunisois (2013, 2018), Reims Jazz Festival (2013), Jazz à la Villette (2014), Cosmojazz Festival (2016, 2022), Atlantic Jazz Festival (2016), Millau Jazz Festival (2016), Paris Jazz Festival (2016), festival Jazz sous les Pommiers (2017, 2023), Jazz in Marciac (2017, 2022, 2023), Tourcoing Jazz Festival (2017), Nancy Jazz Pulsations (2017, 2022), Jazzebre (2017), Chinon en Jazz (2017), Jazz dans le bocage (2017), Festival Paris Music (2017), Marseille Jazz des Cinq Continents (2018, 2022), Wolfi Jazz (2018), D'Jazz Nevers Nievre (2018, 2020), Jazz à Saint-Germain-des-Prés (2019), EuropaJazz Festival (2022), Jazz sur le grill (2022), Jazz à Vienne (2022) ; et à l'étranger : Like a Jazz Machine au Luxembourg (2014, 2016, 2018), Jazzdor Strasbourg Berlin (2016).
Outre les salles françaises, il se produit en concert aux Pays-Bas, Suisse, Espagne, Belgique, Allemagne, Luxembourg.
Le concert de l'édition 2017 de Jazz Sous les Pommiers a fait l'objet d'une radiodiffusion par France Musique.

### Musique de film
En 2008, il compose la musique du film Dernier Maquis (Uprising, réalisé par Rabah Ameur-Zaïmeche), pour laquelle il reçoit le prix de la meilleure musique de film au Festival international du film de Dubaï. Il a également écrit la musique du documentaire Sin maïs no hay païs d'Arthur Rifflet et Jonathan Cadiot, produit en 2008.

### Magriff
Avec l'artiste performeuse Anne Marion-Gallois, il crée Magriff, compagnie pluri-artistique visant à la production de spectacles, projets artistiques et pédagogiques, et albums. Deux de ses albums ont été produits par Magriff.

## Influences et parti-pris musical
Outre le jazz, l'artiste mentionne parmi ses influences la musique répétitive (notamment Steve Reich), et revendique la rupture avec la structure classique des morceaux en jazz. Il revendique également l'influence forte de Stan Getz, artiste auquel il rend hommage dans son album Re Focus en 2017 (en écho à l'album Focus de Stan Getz de 1961, en ré-interprétant l'esthétique cool de l'album originel, en enregistrant également avec un orchestre à cordes, les deux albums étant produits par Verve Records), puis en 2022 avec le programme Remember Stan Getz, joué notamment au festival Jazz des Cinq Continents à Marseille.
L'album Aux Anges, paru en 2022, est conçu comme un hommage aux diverses sources d'inspiration musicales de Sylvain Rifflet : musique répétitive de Steve Reich à Philip Glass (sur le morceau Déjà vu ?), musique électronique, Abbey Lincoln, Stan Getz (sur Sven Coolson) ou Moondog, auquel il avait déjà consacré un album en 2014 avec le saxophoniste Jon Irabagon.
En 2019, il quitte le Comité artistique des Victoires du jazz, pour protester contre les modalités de diffusion de la cérémonie, qui pour des raisons d'audimat programme de la musique variété, plutôt que de mettre en avant la musique jazz en live. Il co-signe la « lettre de consternation » adressée au Conseil d'Administration des Victoires du Jazz.
L'album Dooble, réalisé avec Philippe Gordiani, compositeur et musicien de musiques électroniques, sorti en 2023, propose un album intégrant jazz, musique électronique et musique répétitive.

## Prix et récompenses
En 2003, le quintette Rockingchair est primé au La Défense Jazz Festival, à la fois avec le prix de composition et celui de soliste. Le premier album du groupe, sorti en 2007, a reçu plusieurs récompenses ou mises en avant par la presse spécialisée française : choc jazzman 2007, disque d'émoi jazz magazine 2007, sélection jazz Libération 2007. En 2008, Sylvain Rifflet reçoit le Django d'Or dans la catégorie Nouveau Talent Musical avec sa co-leader Airelle Besson, pour ce même album. Le deuxième album du quintette 1:1 a obtenu le Choc JazzMan du meilleur album de jazz en 2010.
L'album Mechanics (avec Benjamin Flament, Philippe Giordani, Jocelyn Mienniel) obtient une Victoire du Jazz, catégorie Album Jazz Instrumental de l'année, en 2016. Sylvain Rifflet est nommé dans la catégorie artiste instrumental(e) pou les Victoires du Jazz 2022.

## Discographie

### Comme leader ou co-leader
- 2007 : Sylvain Rifflet & Airelle Besson, Rockingchair, avec Joce Mienniel (Chief Inspector)
- 2010 : Rockingchair, 1:1, avec Airelle Besson, Julien Omé, Guido Zorn, Nicolas Larmignat, Gilles Olivesi (Enja Records/Yellowbird)
- 2012 : Sylvain Rifflet, Beaux-Arts (Sansbruit), avec Gilles Coronado, Christophe Lavergne, Frédéric Norel, Clément Janinet, Benachir Boukhatem, Olivier Koundouno
- 2012 : Alphabet, avec Joce Mienniel, Benjamin Flament, Phil Gordiani (Riffmusic)
- 2014 : Sylvain Rifflet et Jon Irabagon, Perpetual Motion A Celebration of Moondog (Jazz Village)
- 2016 : Mechanics (Jazz Village) - Album primé aux Victoires du Jazz 2016
- 2017 : Refocus (2017), avec Orchestre Appassionato, Simon Tailleu, Jeff Ballard, arrangements par Fred Pallem (Verve Records)
- 2019 : Troubadours (Magriff)
- 2020 : Sylvain Rifflet & Jim Black & Sébastien Boisseau & Jon Irabagon: Rebellion(s) (Budapest Music Center Records)
- 2022 : Sylvain Rifflet, Aux Anges (Magriff)
- 2022 : Sylvain Rifflet - Verneri Pohjola, Cake Walk From A Spaceship (Eclipse Music)
- 2023 : Sylvain Rifflet - Phlippe Gordiani, Dooble (Magriff, Pygmophone)

### Comme sideman
- 2004 : Ricardo del Fra Jazoo Project: Roses and Roots (Nocturne), avec Joey Baron (batterie), Sylvain Gontard (trumpette, bugle), Sylvain Rifflet (Sax ténor et clarinette), Nacim Brahimi (Sax alto), Rémi Dumoulin (Sax ténor et soprano), Vincent Le Quang (sax soprano), Bruno Ruder (piano), Jean-Philippe Muvien (guitare), François Bonhomme (cor), Jean-Luc Landsweerdt (batterie)

- 2008 : Alban Darche, Le Gros Cube, Polar Mood (Yolk), avec Gilles Coronado (guitare), Sébastien Boisseau (acoustic bass), Patrick Charnois (sax bariton), Pascal Benech (trombone), Christophe Lavergne (batterie), François Richoche (saxello, tax teno), Arnaud Roulin (synthé), Matthieu Donarier (sax tenor et clarinette), Sylvain Rifflet (sax tenor et clarinette), Daniel Casimir et Jean-Louis Pommier (trombone), Airelle Besson et Laurent Blondiau (trompette et bugle), Geoffroy Tamisier (trumpette et cornet).